# Armadillo
Los armadillos, también conocidos como tatús o mulitas, son mamíferos placentarios del Nuevo Mundo del orden Cingulata. Forman parte del superorden Xenarthra, junto con los osos hormigueros y los perezosos. Se han descrito 21 especies de armadillo, algunas de las cuales se distinguen por el número de bandas en su armadura. Todas las especies son nativas de América, donde habitan en diversos ambientes. 
Los armadillos actuales se caracterizan por una armadura y garras largas y afiladas para excavar. Tienen patas cortas, pero pueden moverse con bastante rapidez. La longitud promedio de un armadillo es de unos 75 cm (30 pulgadas), incluyendo la cola. El armadillo gigante crece hasta 150 cm (59 pulgadas) y pesa hasta 54 kg (119 libras), mientras que el armadillo hada rosado mide tan solo entre 13 y 15 cm (5 y 6 pulgadas). Cuando se ven amenazados por un depredador, los Tolypeutes suelen enrollarse formando una bola; son la única especie de armadillo capaz de hacerlo.

## Filogenia
Se muestra una filogenia simplificada reciente de las familias de Cingulata, que incluye a los armadillos. El símbolo "†", denota grupos extintos.
|  | Chlamyphorinae                                                      |
|  |                                                                     |
|  | Tolypeutinae                                                        |
|  |                                                                     |
|  | \| \| †Pampatheriidae \| \| \| \| \| \| †Glyptodontinae \| \| \| \| |
|  |                                                                     |
|  | †Pampatheriidae                                                     |
|  |                                                                     |
|  | †Glyptodontinae                                                     |
|  |                                                                     |

|  | †Pampatheriidae |
|  |                 |
|  | †Glyptodontinae |
|  |                 |

|  | Chlamyphorinae                                                      |
|  |                                                                     |
|  | Tolypeutinae                                                        |
|  |                                                                     |
|  | \| \| †Pampatheriidae \| \| \| \| \| \| †Glyptodontinae \| \| \| \| |
|  |                                                                     |
|  | †Pampatheriidae                                                     |
|  |                                                                     |
|  | †Glyptodontinae                                                     |
|  |                                                                     |

|  | †Pampatheriidae |
|  |                 |
|  | †Glyptodontinae |
|  |                 |

|  | Chlamyphorinae                                                      |
|  |                                                                     |
|  | Tolypeutinae                                                        |
|  |                                                                     |
|  | \| \| †Pampatheriidae \| \| \| \| \| \| †Glyptodontinae \| \| \| \| |
|  |                                                                     |
|  | †Pampatheriidae                                                     |
|  |                                                                     |
|  | †Glyptodontinae                                                     |
|  |                                                                     |

|  | †Pampatheriidae |
|  |                 |
|  | †Glyptodontinae |
|  |                 |

|  | Chlamyphorinae                                                      |
|  |                                                                     |
|  | Tolypeutinae                                                        |
|  |                                                                     |
|  | \| \| †Pampatheriidae \| \| \| \| \| \| †Glyptodontinae \| \| \| \| |
|  |                                                                     |
|  | †Pampatheriidae                                                     |
|  |                                                                     |
|  | †Glyptodontinae                                                     |
|  |                                                                     |

|  | †Pampatheriidae |
|  |                 |
|  | †Glyptodontinae |
|  |                 |

## Etimología

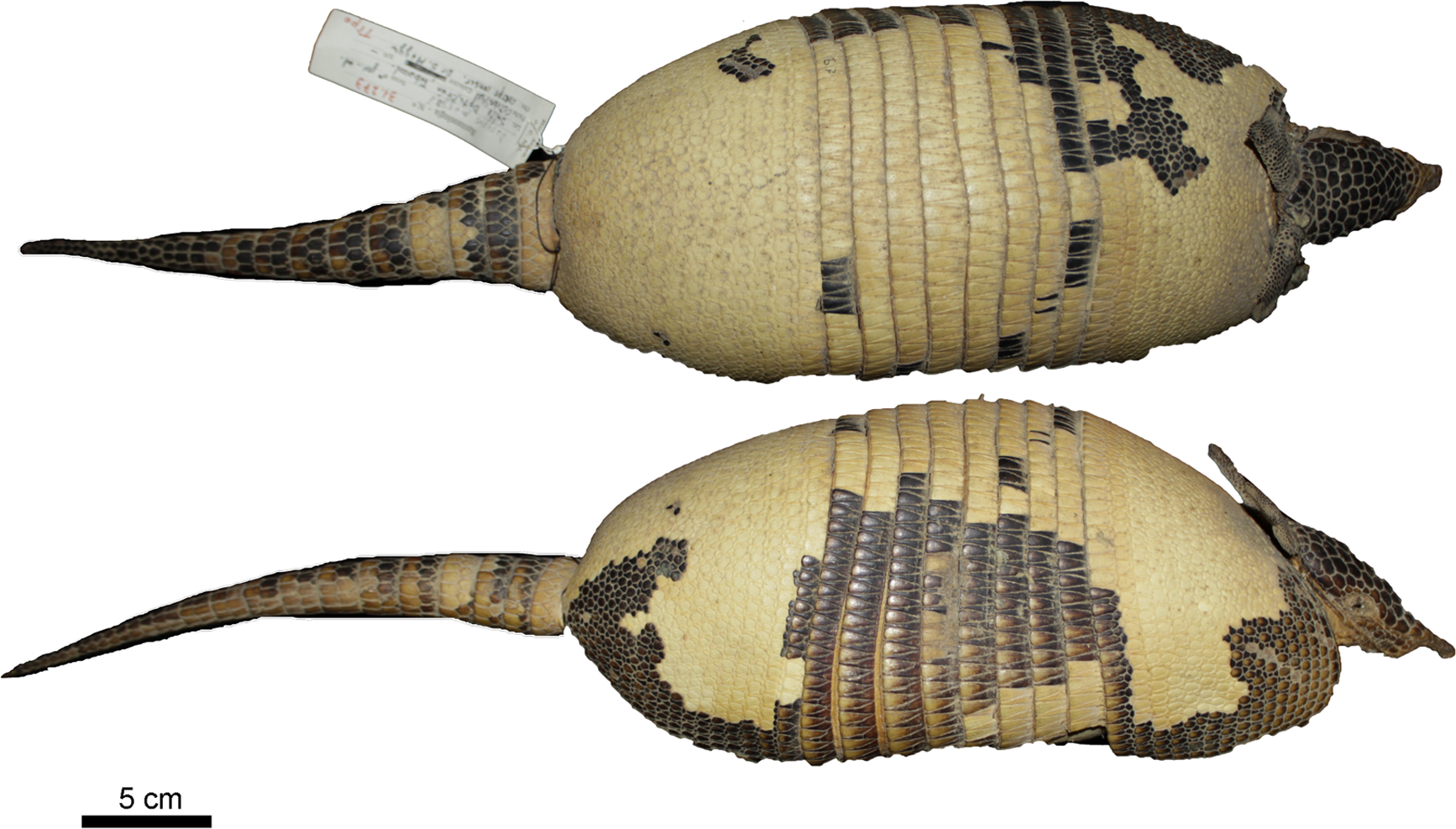
Mulita de Yepes

La palabra "armadillo" deriva de "armadura", con el sufijo diminutivo "-illo". Los aztecas los llamaban "āyōtōchtli", que en náhuatl significa "tortuga-conejo". La palabra portuguesa para armadillo es "tatu", que se deriva de la lengua tupí, y se utiliza en Argentina, Bolivia, Brasil, Paraguay y Uruguay. También se encuentran nombres similares en otros idiomas, especialmente europeos.
Otros nombres vernáculos incluyen: 
- quirquincho (del quechua) en Argentina, Bolivia, Chile, Colombia y Perú;
- cuzuco (del náhuatl) en Costa Rica, El Salvador, Honduras y Nicaragua;
- mulita en Argentina y Uruguay;
- peludo en Argentina, Chile, Colombia y Uruguay;
- piche en Argentina, Brasil, Chile, Colombia y Paraguay;
- cachicamo en Colombia y Venezuela
- gurre en Tolima, Caldas y Antioquia, Colombia;
- jerre-jerre en el Caribe colombiano;
- jueche en el sureste de México;
- toche en el estado de Veracruz, México;
- carachupa en Perú.

## Cultura
En el pasado, el charango, un laúd andino, era elaborado de madera y caparazón de armadillo andino Chaetophractus nationi. Actualmente, el armadillo es una especie amenazada en Perú y Bolivia, y existen leyes de protección animal que prohíben el maltrato o sacrificio de animales. En ese sentido y para no sacrificar estos animales, hoy en día el charango es elaborado de madera o inclusive de papel. 